# Lelak (Malaisie)
Le lelak est une langue austronésienne parlée en Malaisie, dans l'État de Sarawak. La langue appartient à la branche malayo-polynésienne des langues austronésiennes.

## Classification
Le lelak est classé par Blust dans les langues berawan-bas-baram, un sous-groupe des langues malayo-polynésiennes occidentales qui fait partie des langues sarawak du Nord. Blust considère que ces dernières s'intègrent dans un groupe bornéo du Nord.

## Vocabulaire
Exemples du vocabulaire de base du lelak:
| français | lelak | Prononciation |
| -------- | ----- | ------------- |
| deux     | dəbe  |               |
| cinq     | lima  |               |
| cochon   | baboy |               |
| pierre   | bato  |               |
| terre    | tanaʔ |               |
| eau      | fiə   |               |
| fleur    | buiək |               |
| branche  | diən  |               |
| feuille  | daun  |               |

## Sources
- (en) Blust, Robert, Low Vowel Fronting in Northern Sarawak, Oceanic Linguistics, 39:2, pp. 285-319, 2000.
- (en) Florey, Margaret, Language Shift and Endangerment, The Austronesian Languages of Asia and Madagascar, pp. 43-64, Routledge Language Family Series, Londres, Routledge, 2005,  (ISBN 0-7007-1286-0)